# Benzothiazine
Benzothiazine is een heterocyclische organische verbinding met als brutoformule C8H7NS. De structuur bestaat uit een benzeenring die een binding gemeenschappelijk heeft met een thiazinering. Benzothiazine bestaat als twee isomeren: 2H-benzothiazine en 4H-benzothiazine. De relatie tussen beide vormen is gelijk aan die welke optreedt bij keto-enoltautomeren.